# La Chasse à la licorne
Enhjørningtapeterne eller fransk: La Chasse à la licorne er en serie på syv gobeliner, der blev fremstillet i det sydlige Holland omkring 1495-1505. De blev muligvis designet i Paris, og viser en gruoppe adelsmænd og jægere der jagter en enhjørning igennem et idealiseret fransk landskab.
Gobelinerne er vævet i uld, metaltråde og silke. De livlige farver, der stadig kan ses, blev fremstillet med naturfarvning: seda (gul), madder (rød), og vajd (blå).
Enhjørningtapeterne var i La Rochefoucauld-familiens eje i flere hundrede år, men forsvandt på et tidspunkt, men blev genfundet i 1850 i en lade og herefter blev hængt op i familiens Château de Verteuil. I 1922 blev de købt af John D. Rockefeller Jr. for omkring $1 mio. Seks af gobelinerne hang i Rockefellers hus indtil The Cloisters blev opført i i New York, hvorefter han donerede dem til Metropolitan Museum of Art i 1938, og han fik i samme omgang sikret sig de sidste to fragmenter, som La Rochefauld-familien havde beholdt- De har siden været udstillet her.